# دوري فلسطين
دوري فلسطين (بالإنجليزية: Palestine League)‏ ، هي دوري تابع لإتحاد الفلسطيني لكرة القدم في زمن الانتداب البريطاني على أرض فلسطين ، بدأت بطولة الدوري لكرة القدم عام 1931م إلى عام 1947م، وتم لاحقاً تاسيس الدوري الفلسطيني لكرة القدم في فترة التسعينات من القرن العشرين، وذلك بعد اتفاقية أوسلو.

## المنظمة الرياضية والمشاركات
أعلنت سلطة الانتداب البريطاني في فلسطين تأسيس الدوري الفلسطيني الممتاز، والتي شارك فيه أندية اليهود في هذه البطولة،
إلا أن اليهود بعد عام 1947م يعلن حل الانتداب البريطاني وتوقف نشاطات كرة القدم، وفي شهر مايو عام 1948م وبعد إعلان اليهود دولة إسرائيل بأرض فلسطين، قرروا عام 1949م استبدال التسمية من دوري فلسطين إلى الدوري الإسرائيلي لكرة القدم.
كانت أول نادي رياضي فازت بلقب بطولة دوري فلسطين هو نادي الشرطة البريطاني والتي تتبع قوات الشرطة الفلسطيني.

## الموسم
عقدت الموسم الرياضي في فلسطين من عام 1931 إلى عام 1947م.
| الموسم  | فوز (عدد مرات التتويج)                 | ملاحظات  |
| ------- | -------------------------------------- | -------- |
| 1931–32 | bgcolor="CEF2E0"الشرطة البريطانية (1)† | –        |
| 1932–33 | لم تبدأ                                | –        |
| 1933–34 | هابويل تل أبيب (1)†                    | –        |
| 1934–35 | هابويل تل أبيب (2)                     | [ nb 1 ] |
| 1935–36 | مكابي تل أبيب (1)                      | –        |
| 1936–37 | مكابي تل أبيب (2)                      | –        |
| 1937–38 | هابويل تل أبيب (3)†                    | [ nb 1 ] |
| 1938–39 | لا توجد مسابقات وطنية                  | [ nb 2 ] |
| 1939–40 | هابويل تل أبيب (4)                     | –        |
| 1940–41 | لم تعقد                                | –        |
| 1941–42 | مكابي تل أبيب (3)                      | –        |
| 1942–43 | الموسم بلا تتويج                       | [ nb 3 ] |
| 1943–44 | هابويل تل أبيب (5)                     | –        |
| 1944–45 | لا توجد مشاركات وطنية                  | [ nb 4 ] |
| 1945–46 | لم تعقد بعد                            | –        |
| 1946–47 | مكابي تل أبيب (4)†                     | –        |
| 1947–48 | لم تعقد                                | –        |
| 1948–49 | توقف المسابقات                         | –        |